# Tenchisha
Tenchisha  (japanska: 天地社?, Tenchisha) är en shintohelgedom i Nisshin, Aichi prefektur.

## Dyrkadekami
- Kuninotokotachi
- Izanagi
- Izanami
- Susanoo

## Historia
Helgedomens ålder är okänd, men då man har hittat kifuda från Meiō-periodens sjunde år (1498), så bör den åtminstone existerat då.
Under det femte året av Meijiperioden (1873) blev den enligt det dåvarande rankningssystemet för helgedomar registrerad som byhelgedom. 

## Underordnade helgedomar
På Tenchishas område finns följande underordnade helgedomar. 
- Okuwasha
- Tennosha
- Yamanokamisha
- Asamasha

## Kulturarv
Kulturarv utsett av staden Nisshin:
- Tenchishas före detta huvudbyggnad

Byggnaden är ett exempel på "Ikkensha Nagare-zukuri". Utifrån dess "munafuda" (Ett märke som sätts på byggnadens takås för att klargöra vem som låtit bygga det, samt när och var.) vet man att den byggdes om i Genrokuperiodens andra år (1689), och den anses vara stadens äldsta byggnad. I samband med uppförandet av den nya huvudbyggnaden blev den flyttad åt sydost, och fick under Heiseiperiodens första år (1989) ett skyddande tak.

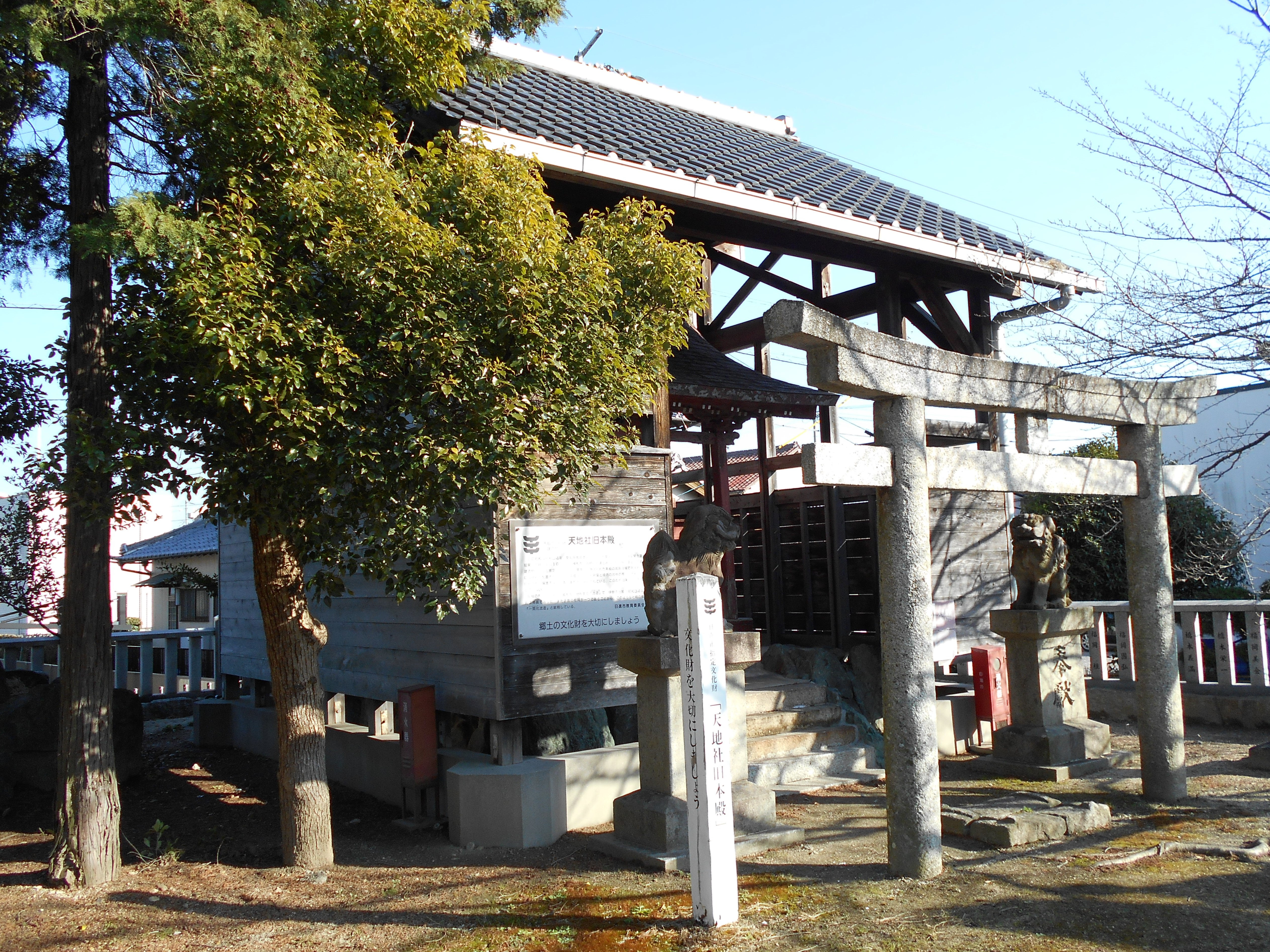
Strukturen som skyddar den gamla huvudbyggnaden
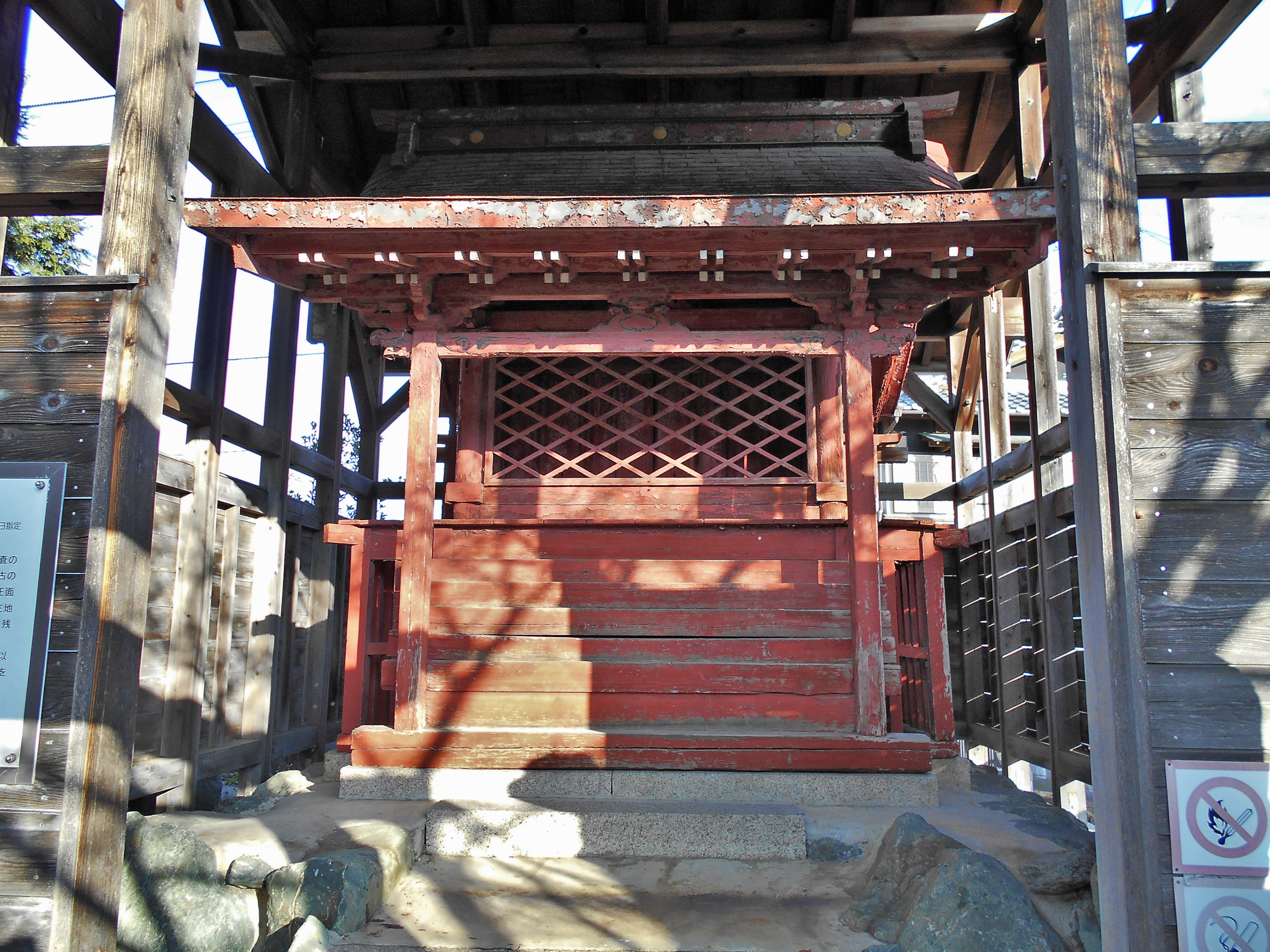
Den gamla huvudbyggnaden